# Mendrisio
Mendrisio est une commune suisse située dans le canton du Tessin. Elle est le chef-lieu du district homonyme.

## Géographie

Photo aérienne (1964)

Selon l'Office fédéral de la statistique, Mendrisio mesure 32,01 km2.

## Économie
Mendrisio est un centre économique important du canton du Tessin et peut se targuer d'être le deuxième centre fiscal après Lugano. Plus de la moitié de ses employés sont aujourd'hui des frontaliers italiens. Plusieurs centres commerciaux tels que Fox Town y sont situés.  La multinationale de biens Metaltex est basée à Mendrisio.
Le fabricant suisse d'appareils électroménagers Solis AG, basé à Opfikon, produit des appareils ménagers, du café, des produits de beauté et des climatiseurs. Basée à l'origine à Zurich, la production a été transférée à Mendrisio en 1943 à la suite d'un appel du Conseil fédéral pour aider la région tessinoise économiquement affaiblie. De là, les produits sont expédiés dans le monde entier.
La cave Vinattieri Ticinesi, qui produit du merlot, est la plus grande de Suisse. Il existe quatre usines d'affinage de l'or. L'Italie et la Suisse sont les principaux marchés pour l'or raffiné utilisé dans la production de montres et de bijoux.

## Démographie
Selon l'Office fédéral de la statistique, Mendrisio compte 15 068 habitants fin 2023. Sa densité de population atteint 471 hab./km2.

## Histoire
Depuis le XVIIe siècle, des processions pascales se déroulent à l'intérieur du bourg (procession du Jeudi saint et du Vendredi saint). Les lumières de la ville sont éteintes et les rues sont éclairées à la lueur des « transparents », sortes de peintures translucides montées sur des supports de formes et de dimensions différentes. Cette tradition vivante figure depuis 2014 sur la liste officielle des candidats à la reconnaissance du patrimoine culturel immatériel de l'UNESCO.
En 2008 elle devient la première ville Suisse du réseau international cittaslow.

### Fusions
Mendrisio a absorbé la commune de Salorino le 4 avril 2004, celles  de Tremona, Capolago, Arzo, Genestrerio, Rancate le 5 avril 2009 et celles de Besazio, Ligornetto et Meride le 14 avril 2013.

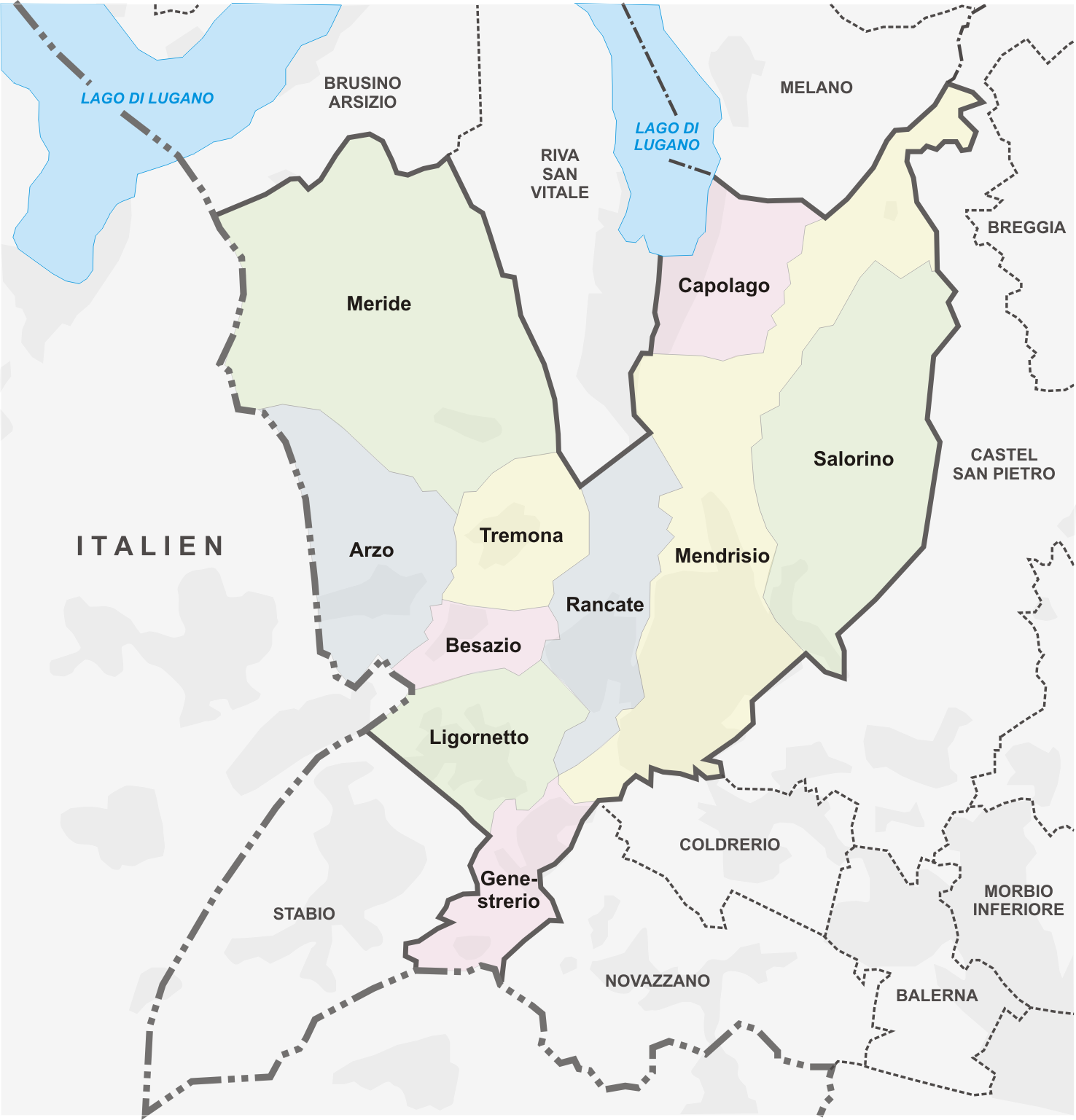
Carte des quartiers / communes avant fusions.

| Ancienne commune | Année | Population avant fusion |
| ---------------- | ----- | ----------------------- |
| Arzo             | 2009  | +001 251,               |
| Besazio          | 2013  | +000613,                |
| Capolago         | 2009  | +000881,                |
| Genestrerio      | 2009  | +001 153,               |
| Ligornetto       | 2013  | +001 807,               |
| Mendrisio        | –     | +007 308,               |
| Meride           | 2013  | +000325,                |
| Rancate          | 2009  | +001 578,               |
| Salorino         | 2004  | +000504,                |
| Tremona          | 2009  | +000488,                |

## Culture et patrimoine

### Héraldique
| Blason | Blasonnement : De gueules à la croix d'argent. Commentaires : Les armoiries de Mendrisio sont identiques au blason historique de la Savoie. |

### Vieille ville de Mendrisio
L'ensemble de la vieille ville est reconnue comme bien culturel suisse d'importance nationale comprenant, en catégorie A, le bourg antique, l'Église de « S. Martino », le complexe de « S. Giovanni » : couvent, église de « S. Giovanni » et oratoire de « S. Maria », « Palazzo Pollini » et « Palazzo Torriani ».

### Musées
- Le musée de l'architecture
- Le Musée Vela
- Le musée d'art
- La Casa Croci
- La Pinacothèque cantonale Giovanni Züst

### Personnalités liées à la commune
- Mario Botta (1943), architecte, né à Mendrisio
- Werner Carobbio (1936), homme politique, né à Mendrisio
- Vittorio Frigerio (1958), écrivain et enseignant, né à Mendrisio
- Carlo Maderno (1556 - 1629), architecte, né dans le quartier de Capolago
- Paolo Meneguzzi (1976- ), chanteur, né à Mendrisio
- Alberto Nessi (1940), écrivain et enseignant, né à Mendrisio
- Irene Pusterla (1988), athlète, née à Mendrisio
- Clay Regazzoni (1939-2006), coureur automobile
- Luigi Snozzi (1932), architecte, né à Mendrisio
- Claudio Sulser (1955), footballeur, né à Mendrisio
- Vincenzo Vela (1820-1891), sculpteur, né dans le quartier de Ligornetto
- Roberto Balzaretti (1965), diplomate
- Paolo Brenni (1954-2021), physicien et historien, né et mort à Mendrisio[9]

## Enseignement
- L'école d'architecture de l'Université de la Suisse italienne (Site web de l'école).

La Villa Argentina, un ancien palais construit par Antonio Croci pour un Tessinois qui a fait fortune en Argentine, est actuellement le siège administratif de l’Académie d’architecture.

## Sports
La ville a accueilli à deux reprises les championnats du monde de cyclisme sur route en 1971 et en 2009.